# Diócesis de Gómez Palacio
La diócesis de Gómez Palacio (en latín: Dioecesis Gomez-Palaciensis) es una circunscripción eclesiástica de la Iglesia católica en México. Se trata de una diócesis latina, sufragánea de la arquidiócesis de Durango. Desde el 11 de mayo de 2019 su obispo es Jorge Estrada Solórzano.

## Territorio y organización
La diócesis tiene 27 405  km² y extiende su jurisdicción sobre los fieles católicos de rito latino residentes en el estado de Durango en los municipios de: General Simón Bolívar, Gómez Palacio, Lerdo, Mapimí, Nazas, San Juan de Guadalupe, San Luis del Cordero, San Pedro del Gallo, Santa Clara, Tlahualilo y parte del municipio de Cuencamé.
La sede de la diócesis se encuentra en la ciudad de Gómez Palacio, en donde se halla la Catedral de Nuestra Señora de Guadalupe.
En 2021 en la diócesis existían 39 parroquias y 4 capellanías agrupadas en cinco decanatos:
| Decanato San Juan Pablo II | Decanato Antonio López Aviña | Decanato Sagrado Corazón de Jesús | Decanato Regina Coeli | Decanato San Juan María Vianney |

## Historia
La diócesis fue erigida el 25 de noviembre de 2008 con la bula Metropolitanae Ecclesiae del papa Benedicto XVI, obteniendo el territorio de la arquidiócesis de Durango.
El primer obispo de la diócesis fue José Guadalupe Torres Campos, nombrado el mismo día de la erección de la diócesis y el 20 de diciembre de 2014 fue nombrado obispo de Ciudad Juárez.
El 30 de diciembre de 2015 el papa Francisco nombró como segundo obispo de Gómez Palacio a José Fortunato Álvarez Valdez, del clero de la diócesis de Mexicali, y hasta esa fecha canciller de la misma. El obispo tomó posesión de la diócesis el 16 de marzo de 2016 y falleció el 7 de noviembre de 2018.
El 11 de mayo de 2019 el papa Francisco designó como nuevo obispo a Jorge Estrada Solórzano, hasta entonces obispo auxiliar en la arquidiócesis de México.

## Estadísticas
Según el Anuario Pontificio 2022 la diócesis tenía a fines de 2021 un total de 521 000 fieles bautizados.
| Año                                                                             | Población | Población | Población      | Sacerdotes | Sacerdotes | Sacerdotes | Católicos por sacerdote | Diáconos permanentes | Religiosos | Religiosos | Parroquias y cuasiparroquias |
| Año                                                                             | Católicos | Total     | % de católicos | Total      | Diocesanos | Regulares  | Católicos por sacerdote | Diáconos permanentes | Masculinos | Femeninos  | Parroquias y cuasiparroquias |
| ------------------------------------------------------------------------------- | --------- | --------- | -------------- | ---------- | ---------- | ---------- | ----------------------- | -------------------- | ---------- | ---------- | ---------------------------- |
| 2008                                                                            | 475 129   | 531 465   | 89.4           | 49         | 49         |            | 9697                    |                      | 11         | 59         | 38                           |
| 2012                                                                            | 464 000   | 580 000   | 80.0           | 52         | 51         | 1          | 8923                    |                      | 10         | 83         | 39                           |
| 2013                                                                            | 468 000   | 585 000   | 80.0           | 51         | 50         | 1          | 9176                    |                      | 9          | 67         | 38                           |
| 2016                                                                            | 493 350   | 616 684   | 80.0           | 51         | 51         |            | 9673                    |                      | 7          | 60         | 38                           |
| 2019                                                                            | 508 260   | 635 300   | 80.0           | 53         | 53         |            | 9589                    |                      | 9          | 76         | 39                           |
| 2021                                                                            | 521 000   | 651 220   | 80.0           | 53         | 53         |            | 9830                    |                      | 14         | 81         | 39                           |
| Fuente: Catholic-Hierarchy, que a su vez toma los datos del Anuario Pontificio. |           |           |                |            |            |            |                         |                      |            |            |                              |

## Episcopologio

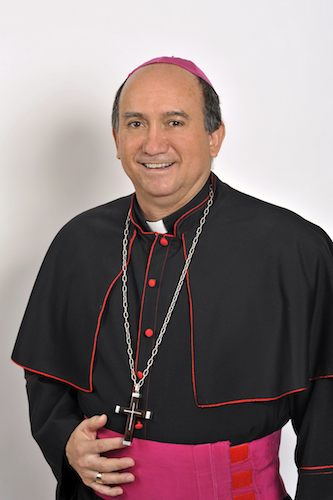
José Guadalupe Torres Campos, obispo de Gómez Palacio

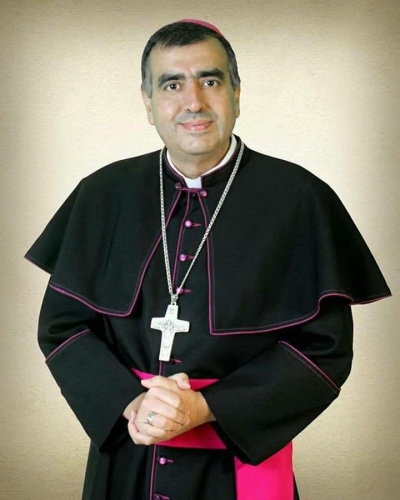
José Fortunato Álvarez Valdez, 2.º obispo de Gómez Palacio

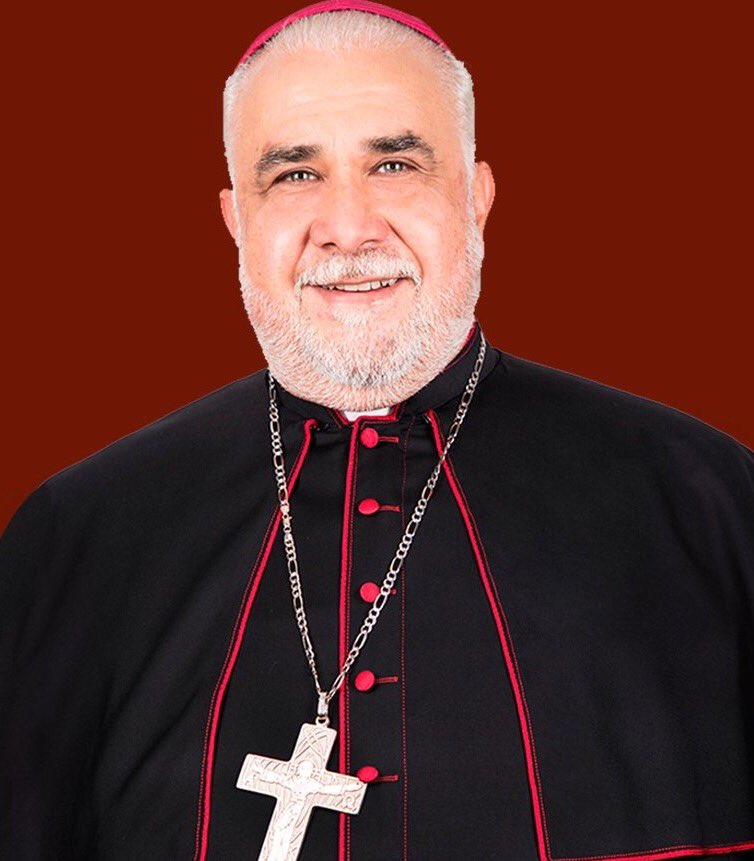
Jorge Estrada Solórzano, obispo de Gómez Palacio

- José Guadalupe Torres Campos (25 de noviembre de 2008-20 de diciembre de 2014 nombrado obispo de Ciudad Juárez)
- José Fortunato Álvarez Valdez † (30 de diciembre de 2015-7 de noviembre de 2018 falleció)
- Jorge Estrada Solórzano, desde el 11 de mayo de 2019